# St. Jakob (Ulsenheim)

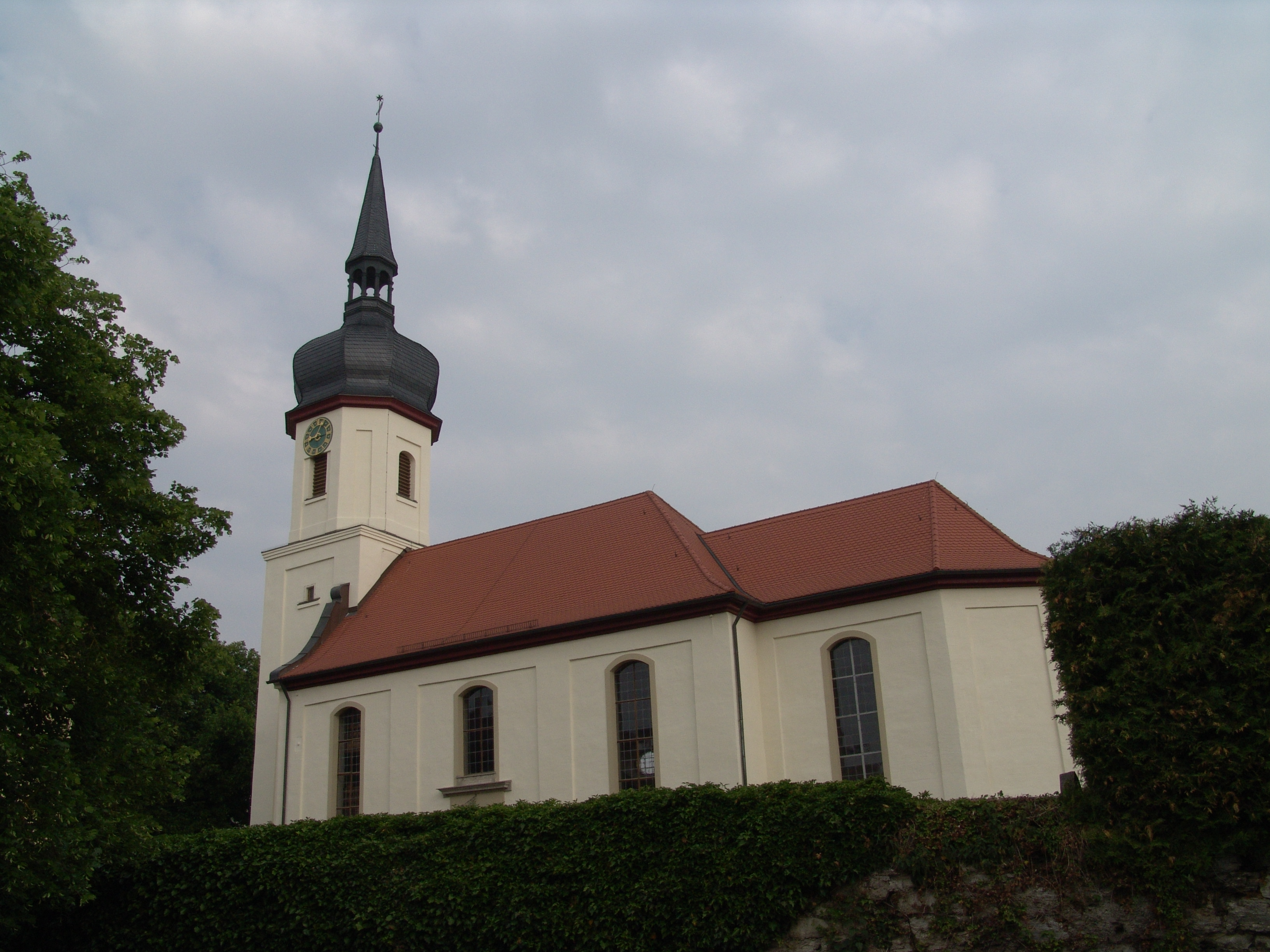
St. Jakob (Ulsenheim)

Die denkmalgeschützte, evangelisch-lutherische Pfarrkirche St. Jakob steht in Ulsenheim, einem Gemeindeteil des Marktes Markt Nordheim im Landkreis Neustadt an der Aisch-Bad Windsheim (Mittelfranken, Bayern). Die Kirche ist unter der Denkmalnummer D-5-75-146-23 als Baudenkmal in der Bayerischen Denkmalliste eingetragen. Die Pfarrei gehört zum Dekanat Uffenheim im Kirchenkreis Ansbach-Würzburg der Evangelisch-Lutherischen Kirche in Bayern.

## Beschreibung
Die Saalkirche wurde 1728 erbaut. Nach den Zerstörungen im Zweiten Weltkrieg wurde sie 1945–56 verändert wieder aufgebaut. Sie besteht aus einem Langhaus, einem eingezogenen, dreiseitig geschlossenen Chor im Osten und einem Fassadenturm auf quadratischem Grundriss im Westen, der mit einer schiefergedeckten Welschen Haube bedeckt ist. Sein oberstes achteckiges Geschoss beherbergt die Turmuhr und den Glockenstuhl. 
Der Innenraum des Langhauses ist mit einem Stichkappengewölbe überspannt, der des Chors mit einem Sterngewölbe. Zur Kirchenausstattung gehört der 1705 gebaute Altar in Form einer Ädikula.